# Maiana
Maiana eller Maianaatollen är en ö i Mikronesien i Stilla havet, som politiskt tillhör Kiribati.

## Geografi
Maiana är en ö bland Gilbertöarna och ligger cirka 28 kilometer söder om huvudön Tarawa. Ön är en korallatoll och har en areal om ca 133 km² med en landmassa på ca 15,1 km². Atollen har en längd på ca 14 km och ca 9,5 km bred. Den högsta höjden är på endast några m ö.h. 
Befolkningen uppgår till cirka 2 100 invånare fördelade på 15 byar. Maiana har en liten flygplats Maiana Airport (flygplatskod "MNK") söder om Tebaranga på öns norra del för lokalt flyg.

## Historia
Gilbertöarna beboddes av mikronesier i flera århundraden innan de upptäcktes av européer och det är inte nedtecknad när ön upptäcktes. 1820 namngav estnisk/ryske Adam Johann von Krusenstern öarna Iles Gilbert och Gilbertöarna blev tillsammans med Elliceöarna slutligen ett brittiskt protektorat 1892. I januari 1915 blev området en separat brittisk koloni. 
Under andra världskriget ockuperades området mellan 1941 och 1943 av Japan för att sedan återgå under brittisk överhöghet. 1971 erhöll Gilbertöarna autonomi och blev den 12 juli 1979 en självständig republik med namnet Kiribati.